# 세르게이 크보치킨
세르게이 프로코피예비치 크보치킨(러시아어: Серге́й Проко́пьевич Кво́чкин, 1938년 10월 6일 ~ 2007년 12월 29일)은 소련과 카자흐스탄의 축구 선수, 지도자이다. 2004년 카자흐스탄 축구 협회로부터 UEFA 주빌리 어워드 수상자로 선정되었다.